# Parto lotus

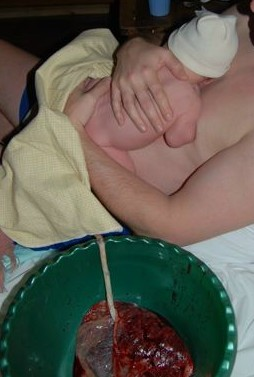
Cordón umbilical sin cortar una hora después del parto. 2006

El parto lotus es la práctica de dejar el cordón umbilical sin cortar después del parto, de modo que el recién nacido queda sujeto a la placenta hasta que el cordón se separa naturalmente del ombligo. Esto normalmente ocurre de tres a diez días después del nacimiento.
No existen estudios en la práctica de parto lotus, por lo que no hay evidencias que apoyen cualquier beneficio médico para el bebé. La Universidad Real de obstetras y ginecólogos ha advertido sobre los riesgos de infección al dejar la placenta sujeta a la criatura. La práctica es usada principalmente por propósitos espirituales, incluyendo la conexión espiritual percibida entre la placenta y el bebé.